# Rudolf Geschwind

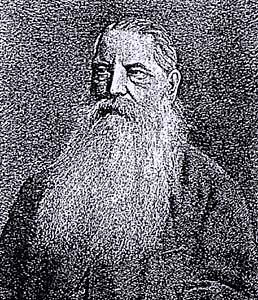
Portret van Rudolf Geschwind

Rudolf Geschwind (Hrdle bij Teplice, 29 augustus 1829 – Krupina, 30 augustus 1910) was een Duitstalige Oostenrijks-Hongaarse boswachter en rozenveredelaar. Hij kweekte ongeveer 140 overwegend winterharde rozenhybriden, die voor een deel bewaard zijn gebleven.

## Leven
Rudolf Geschwind studeerde twee jaar aan de universiteit in Praag. Daarna zette hij zijn studie voort aan de Academie voor Mijn- en Bosbouw in Banská Štiavnica, waar hij in 1852 afstudeerde. Vervolgens kreeg hij een aanstelling bij het Oostenrijks-Hongaarse ministerie van Bosbouw waar hij tot 1867 op verschillende plaatsen binnen Oostenrijk-Hongarije te werk was gesteld, onder andere in Banská Štiavnica, Fondo, Mezzolombardo, Pukanec en in de boswachterij Brod in de buurt van Zvolen. Zijn vacanties bracht hij thuis in Teplice door. In 1869 trad hij in dienst bij de prins van Windisch-Graetz op Kasteel Predjama nabij de plaats Postojna en vanaf 1870 was hij bosinspecteur in Vuchkove in Transkarpatië. Ten slotte, van 1872 tot 1906, was hij gemeentelijk boswachter in Krupina.
Rudolf Geschwind begon vanaf ongeveer 1860 als hobby rozen te veredelen. Tussen 1860 en 1910 introduceerde hij ongeveer 140 verschillende rozenhybriden. Hij streefde ernaar om bijzonder winterharde rozen te kweken, die hij Nordlandrosen noemde. Deze bood hij aan verschillende rozentelers aan om ze te vermarkten. Een deel daarvan werden door de gebroeders Ketten in Luxemburg en Peter Lambert in Trier geproduceerd en in de handel gebracht. De meeste kruisingsexperimenten ondernam hij op de slotberg in Teplice. Zijn boek uit 1886 Die Hybridation und Sämlingszucht der Rosen was het eerste Duitstalige boek over het kweken van nieuwe rozen. In 1888 werd het bekroond op de Internationale Tuinbouwtentoonstelling in Keulen en het wordt nog steeds beschouwd als standaardwerk over dit onderwerp.
Rudolf Geschwind was bevriend met gravin Marie Henriette Chotek, een liefhebber van rozen. In juni 1910, kort voor Geschwinds dood, kocht zij zijn rozencollectie (circa 2000 rozen) en bracht ze onder in het rosarium bij haar slot in Dolná Krupá. Marie Henriette Chotek bracht na de Eerste Wereldoorlog nog enkele rozenkruisingen uit Geschwinds nalatenschap in de handel, maar Geschwinds rozenhybriden in Dolná Krupá overleefden de omwentelingen tijdens de Tweede Wereldoorlog niet. Het feit dat genoeg exemplaren hun weg hadden gevonden naar grote rosaria zoals die in Sangerhausen en Cavriglia is het te verdanken dat een deel bewaard is gebleven. Sinds 1969 beschikt het rosarium in het Doblhoffpark bij kasteel Weikersdorf in Baden ten zuiden van Wenen over een omvangrijke verzameling van Geschwinds rozen, die bijeen is gebracht door de Oostenrijker Erich Unmuth. Ook het Arboretum Borova Hora in Zvolen in Slowakije heeft een collectie rozen van Geschwind.

## Rozen van Rudolf Geschwind (selectie)

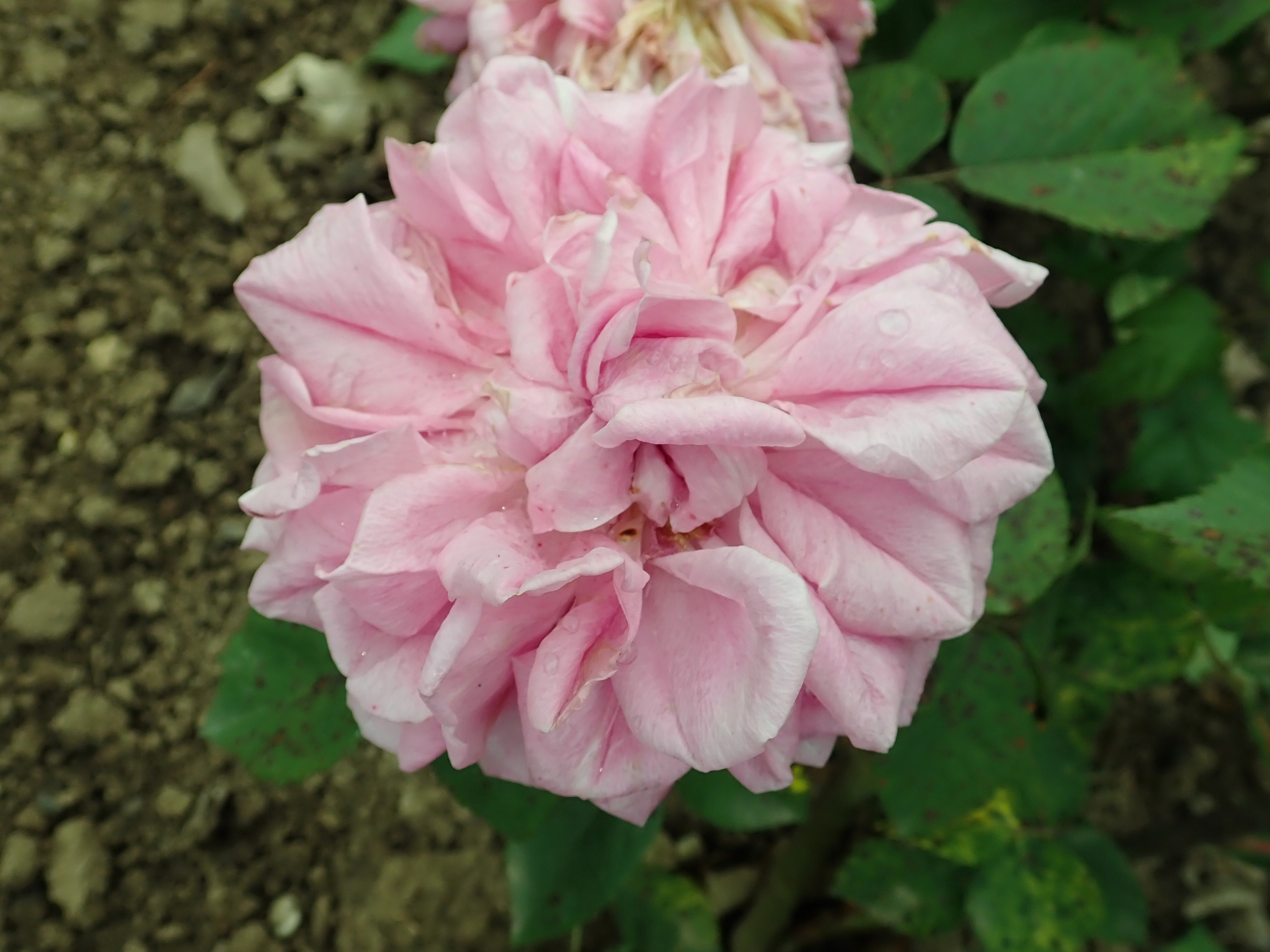
Dr. Hurta, 1867
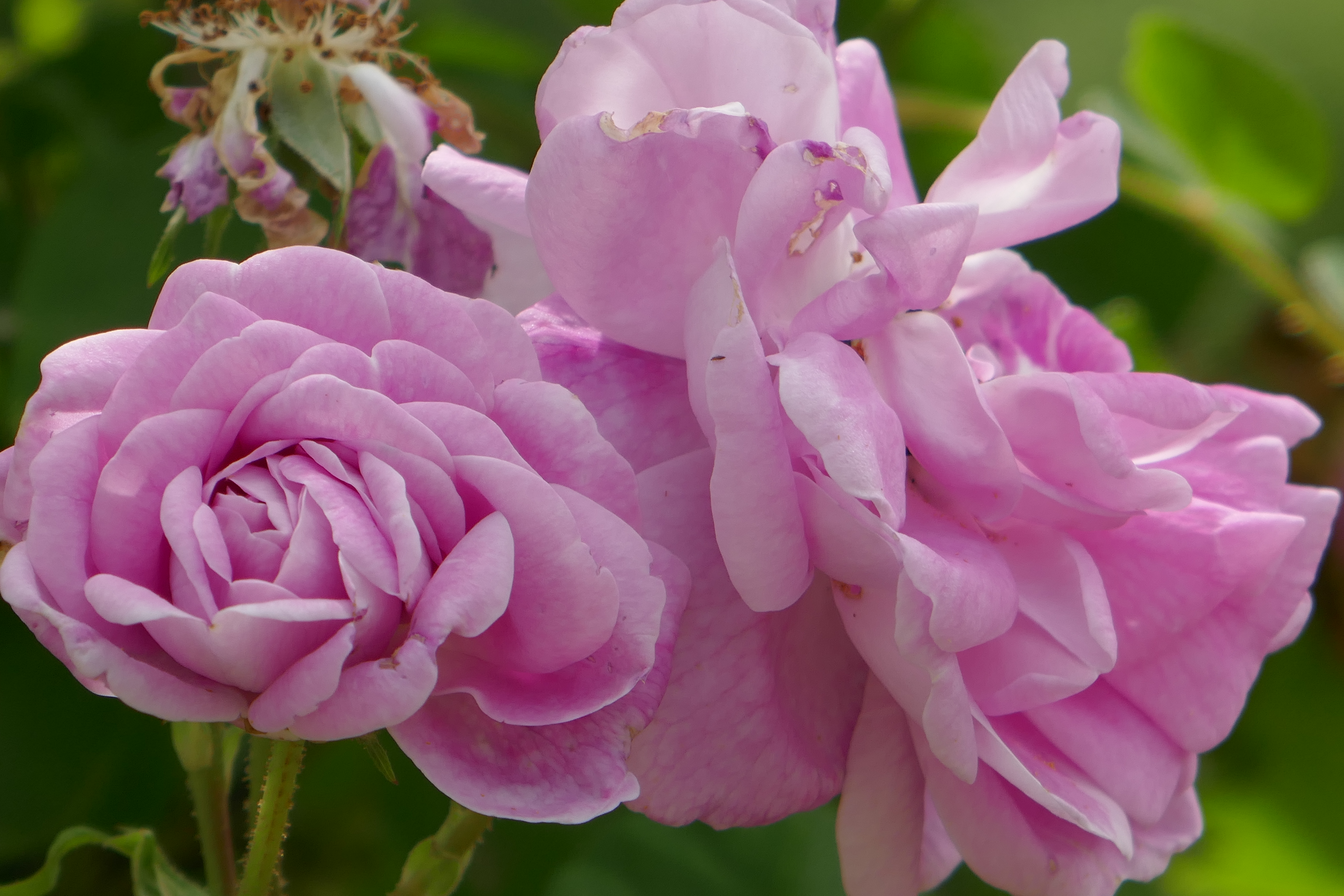
Geschwinds Nordlandrose, 1884
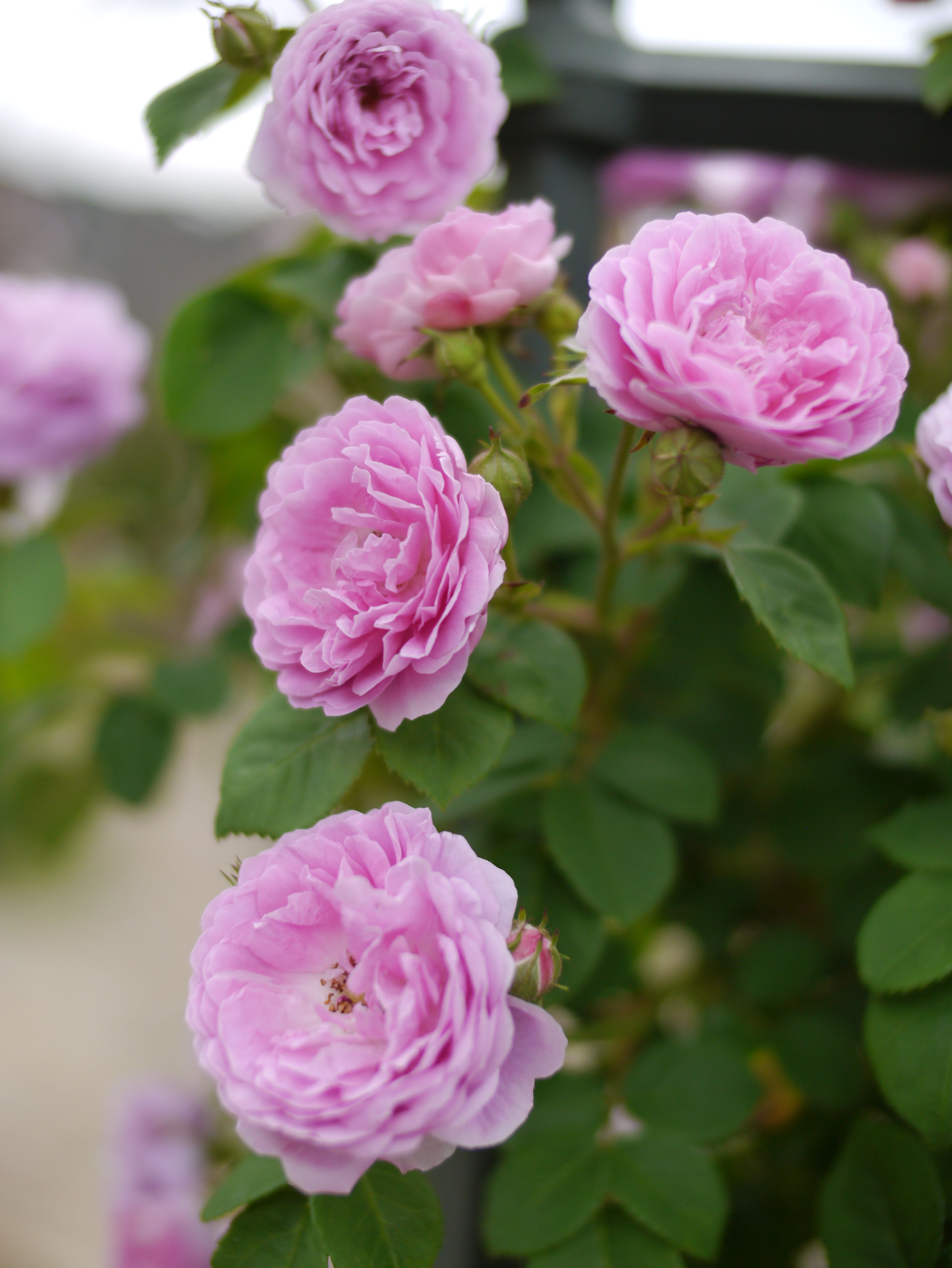
Forstmeister's Heim, voor 1885
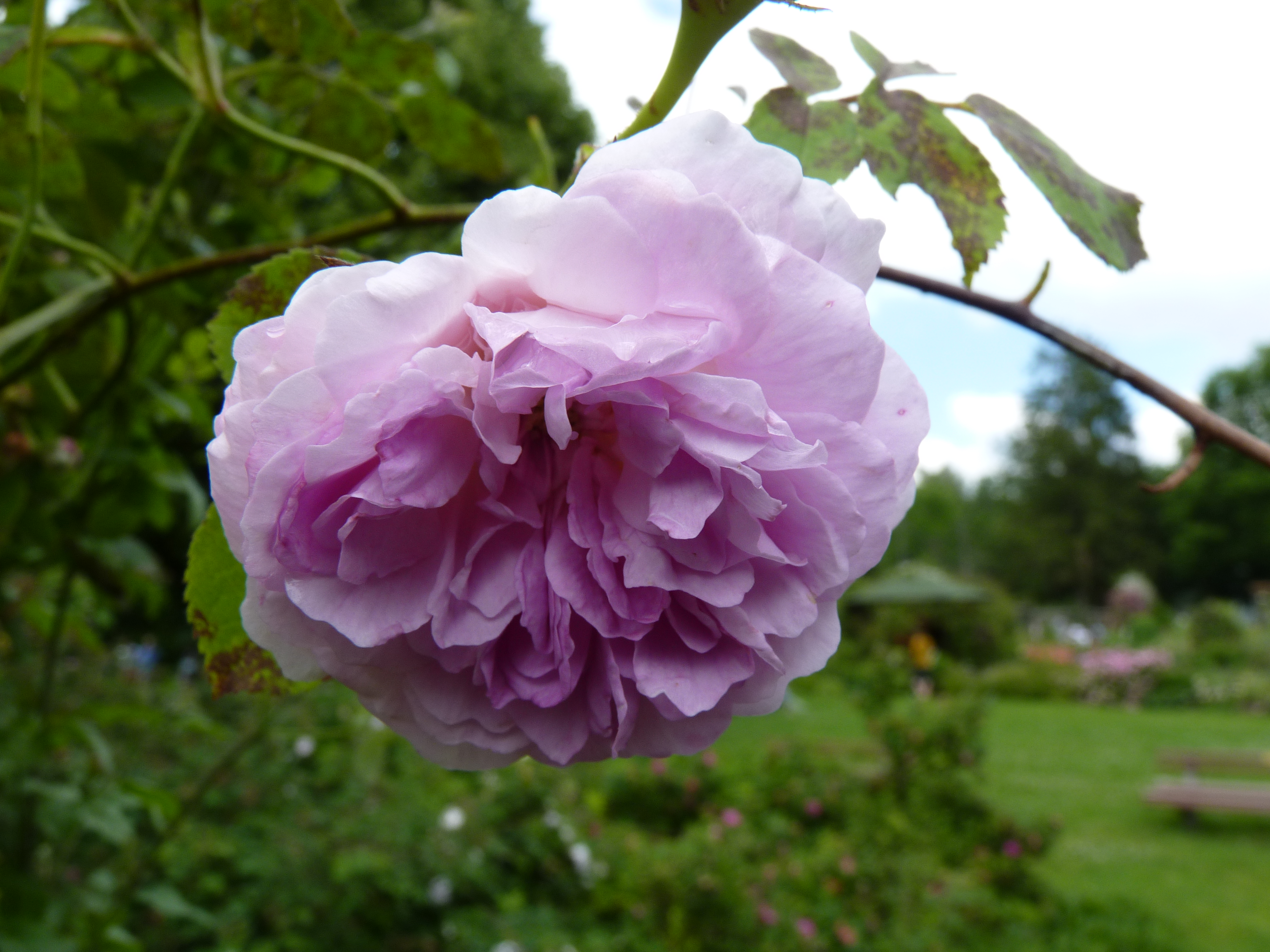
Geschwinds Orden, 1885
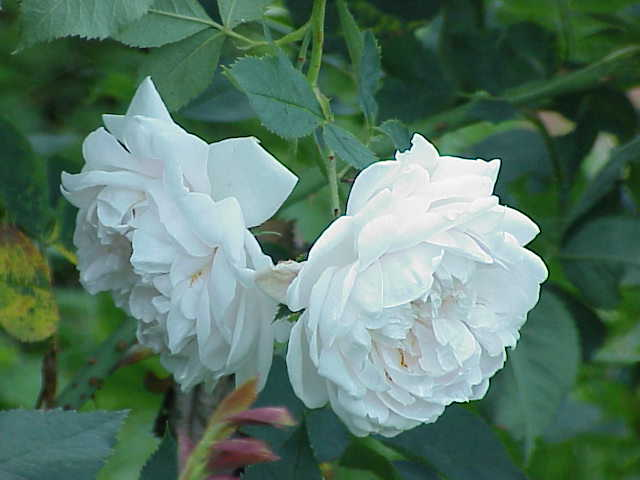
Aennchen von Tharau, 1886
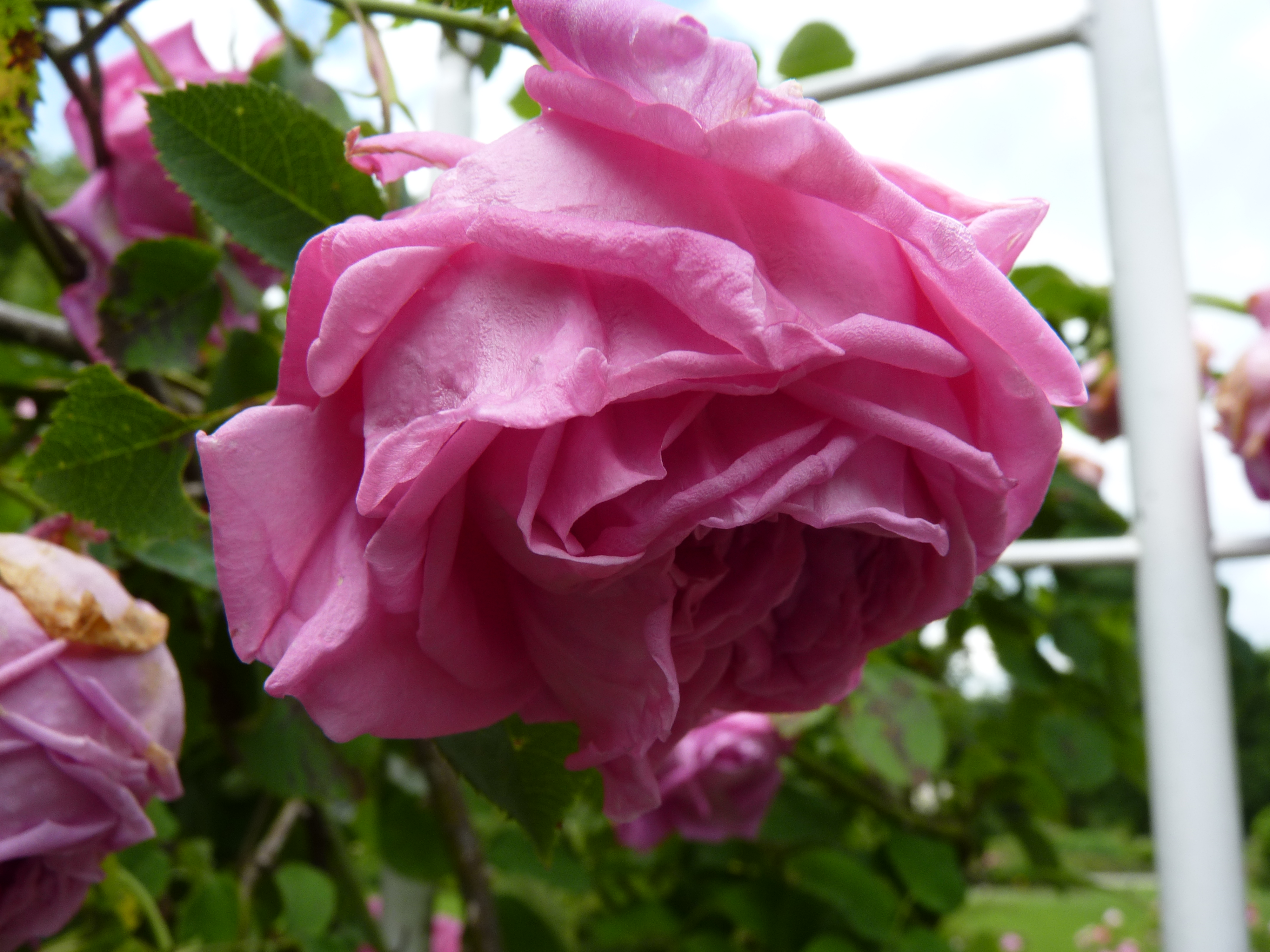
Aurelia Liffa, 1886
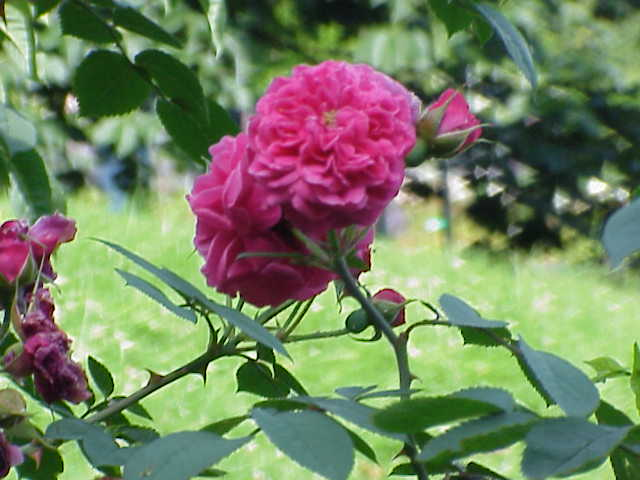
Erinnerung an Brod, 1886
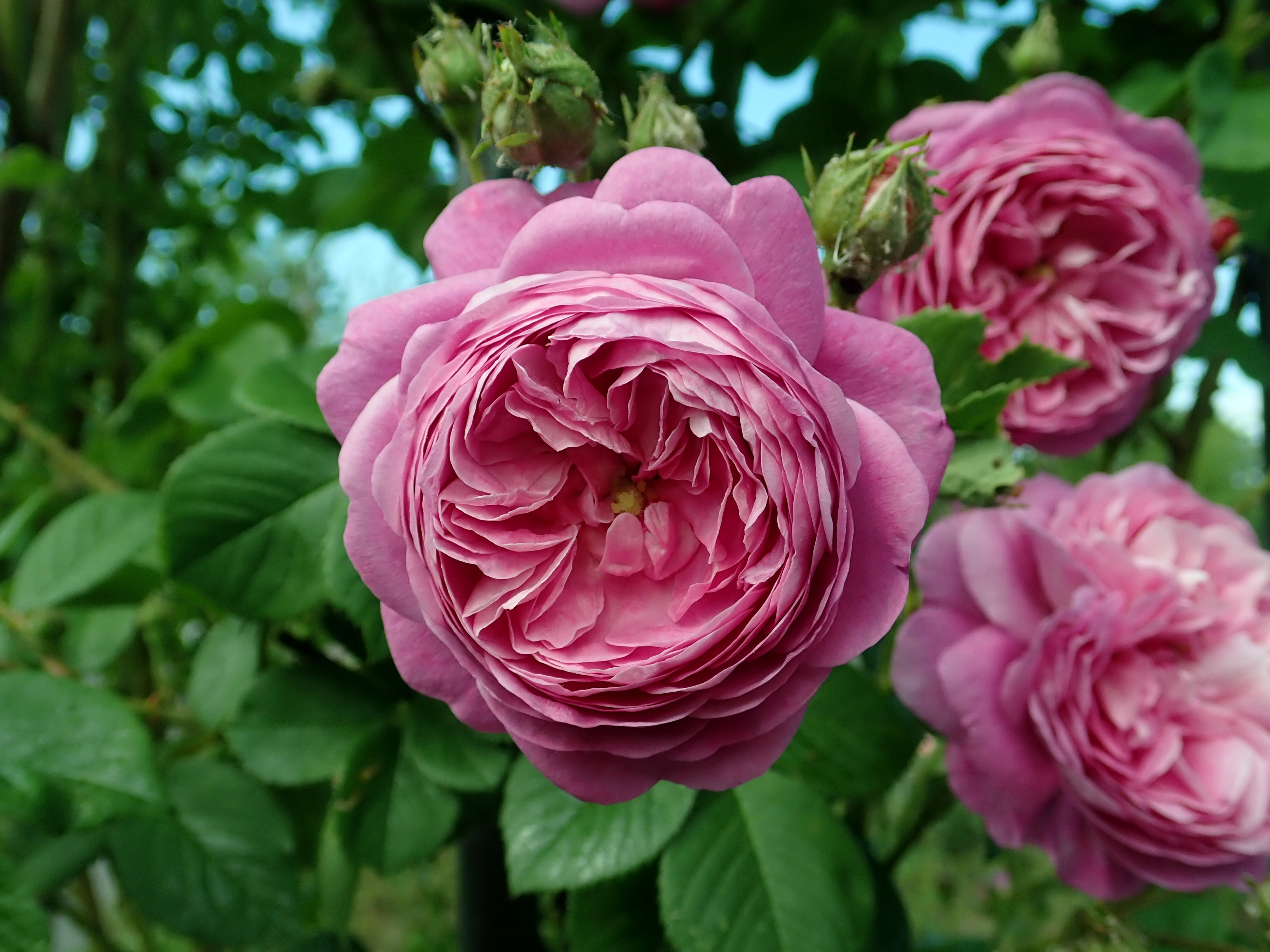
Mercedes, 1886
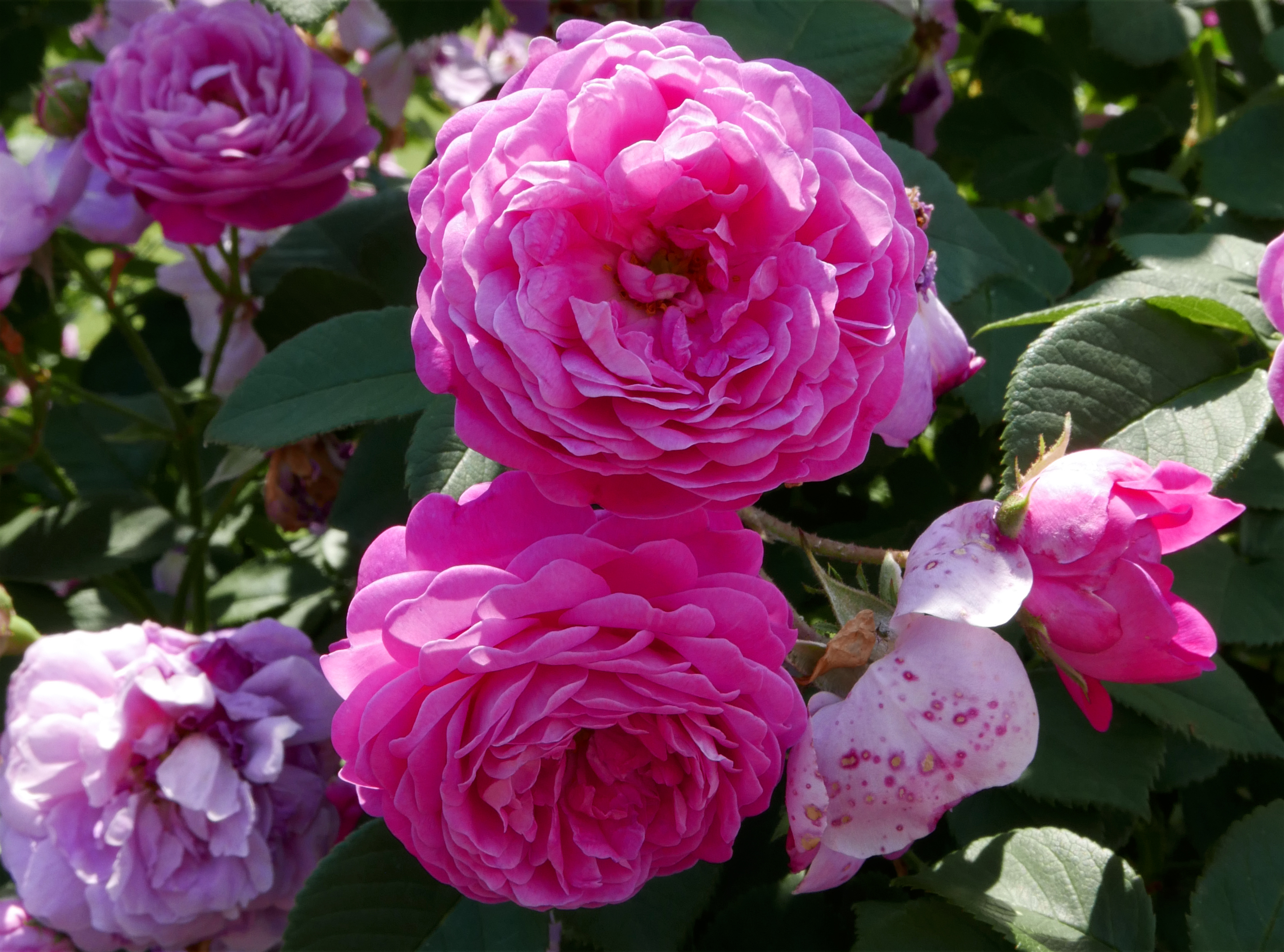
Ernst G. Dörell, 1887
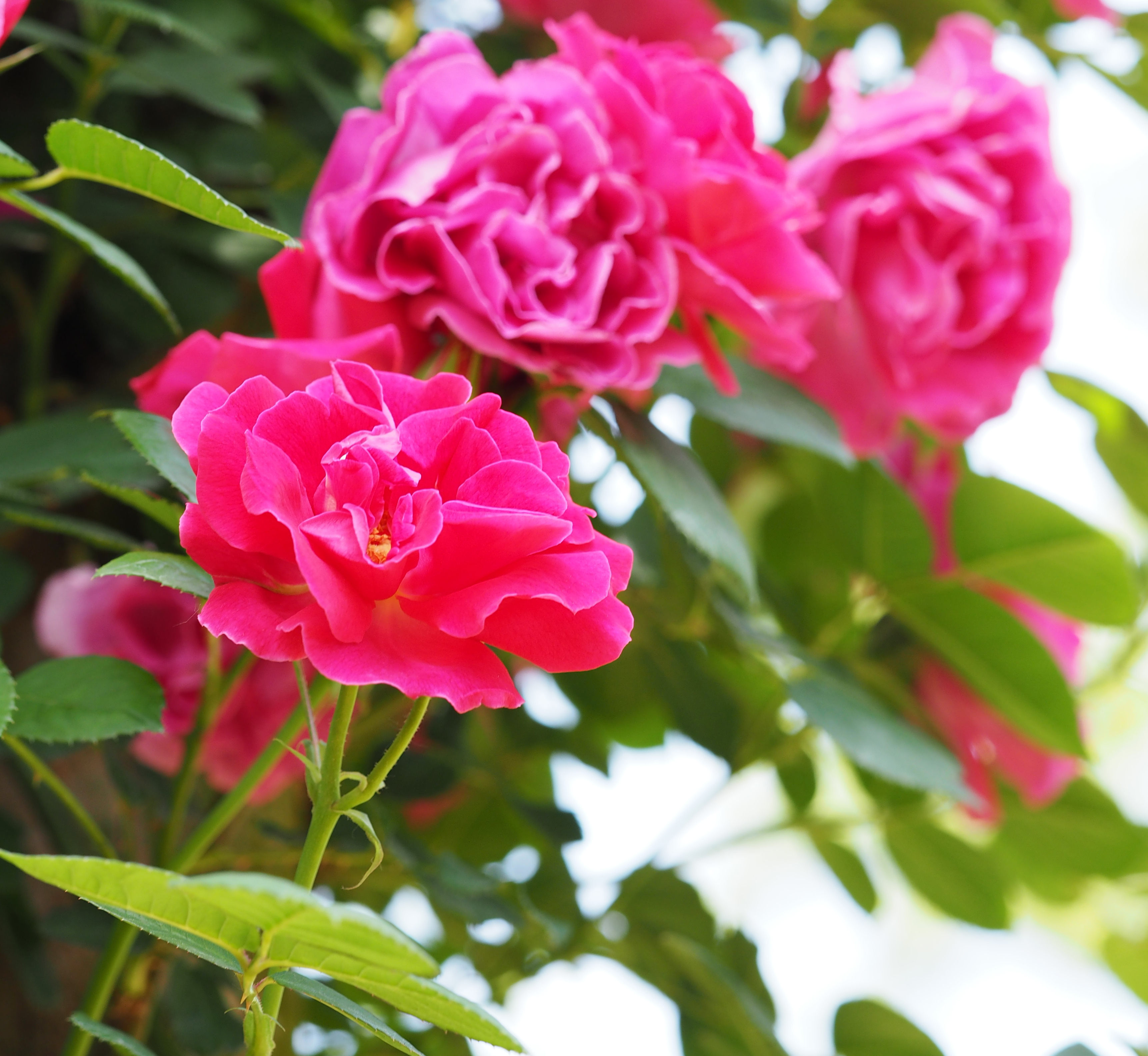
Meteor, 1887
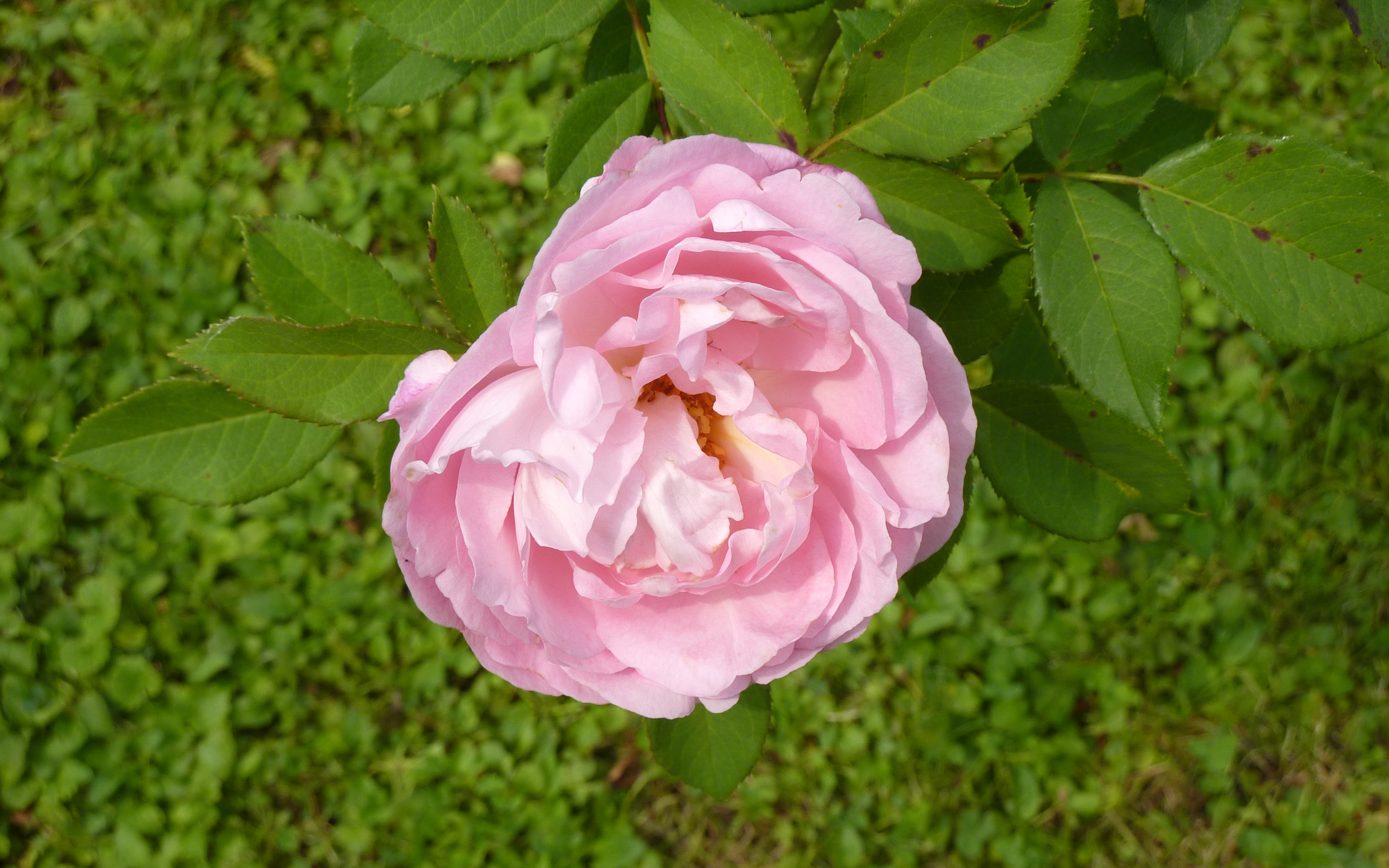
Anna Scharsach, 1890
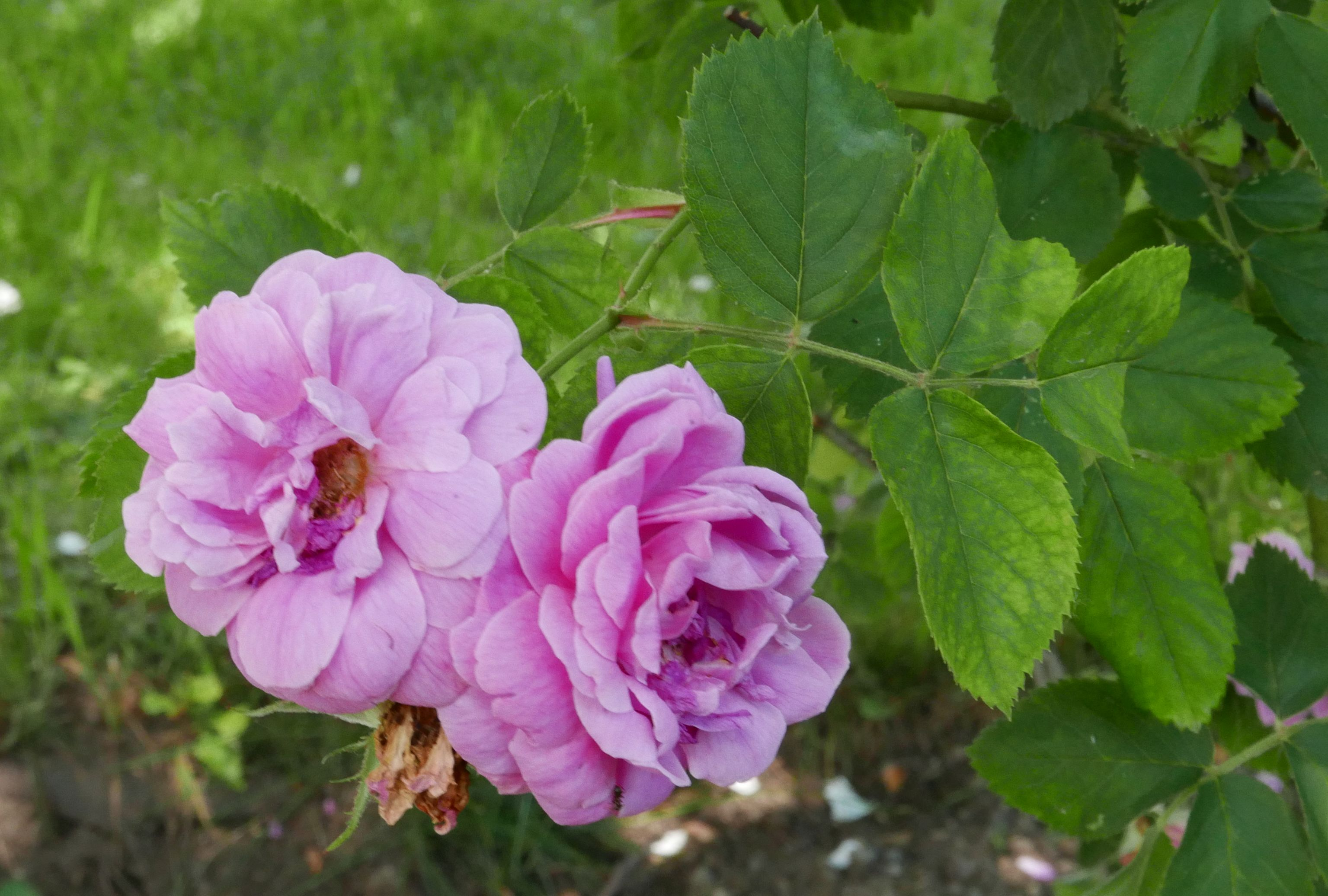
Alpenfee, 1890
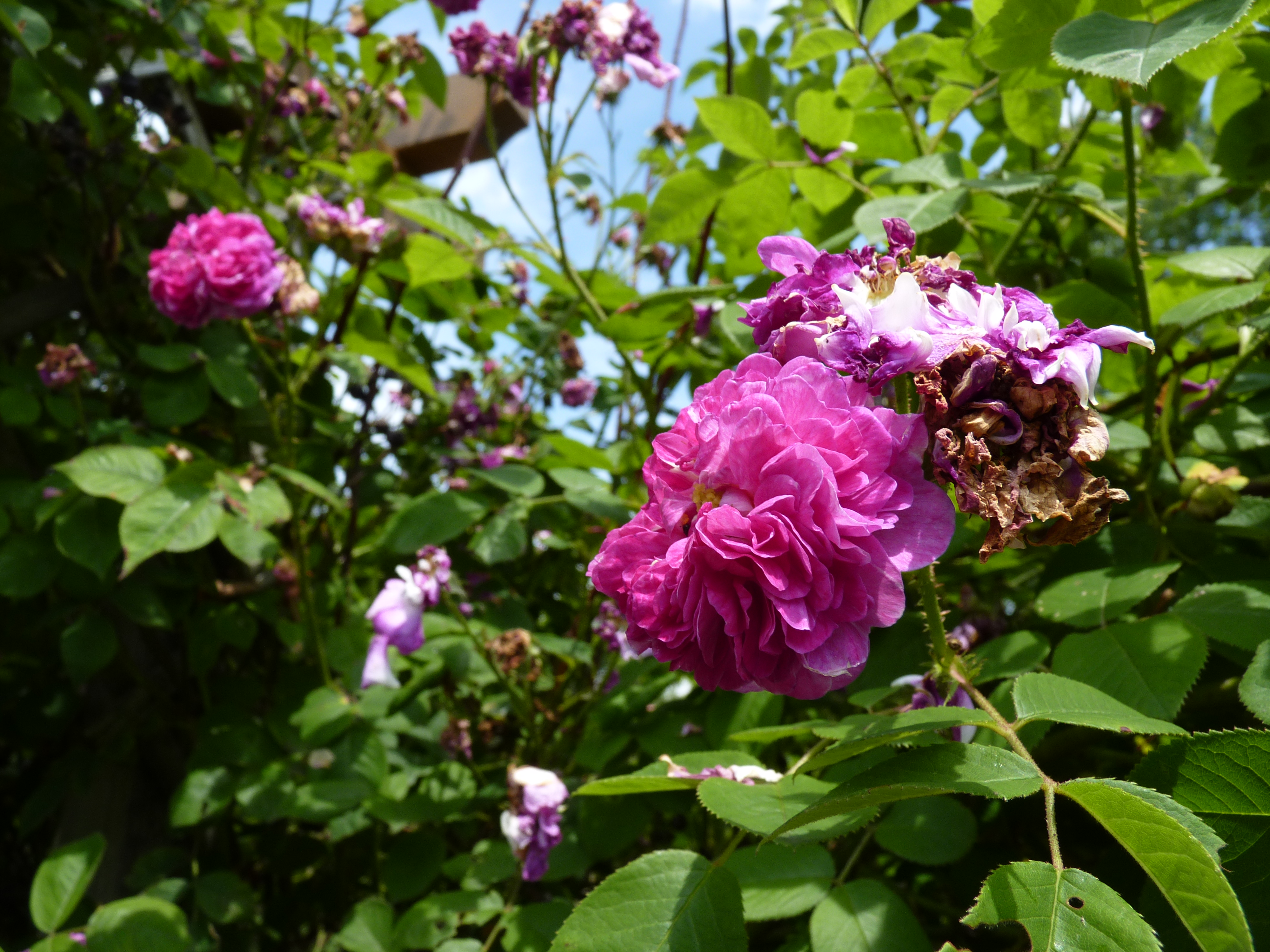
Corporal Johann Nagy, 1890
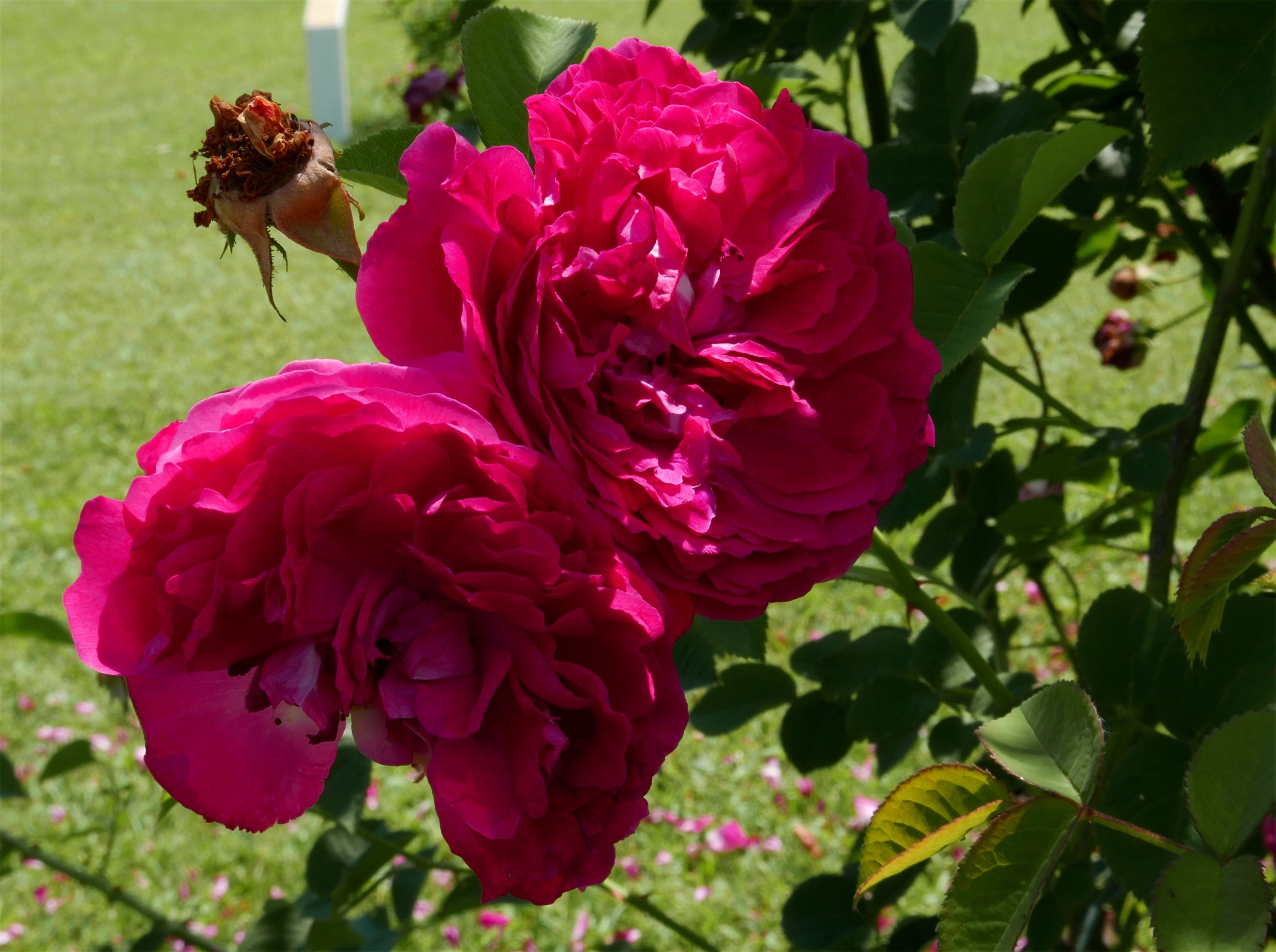
Trompeter von Säckingen,1890
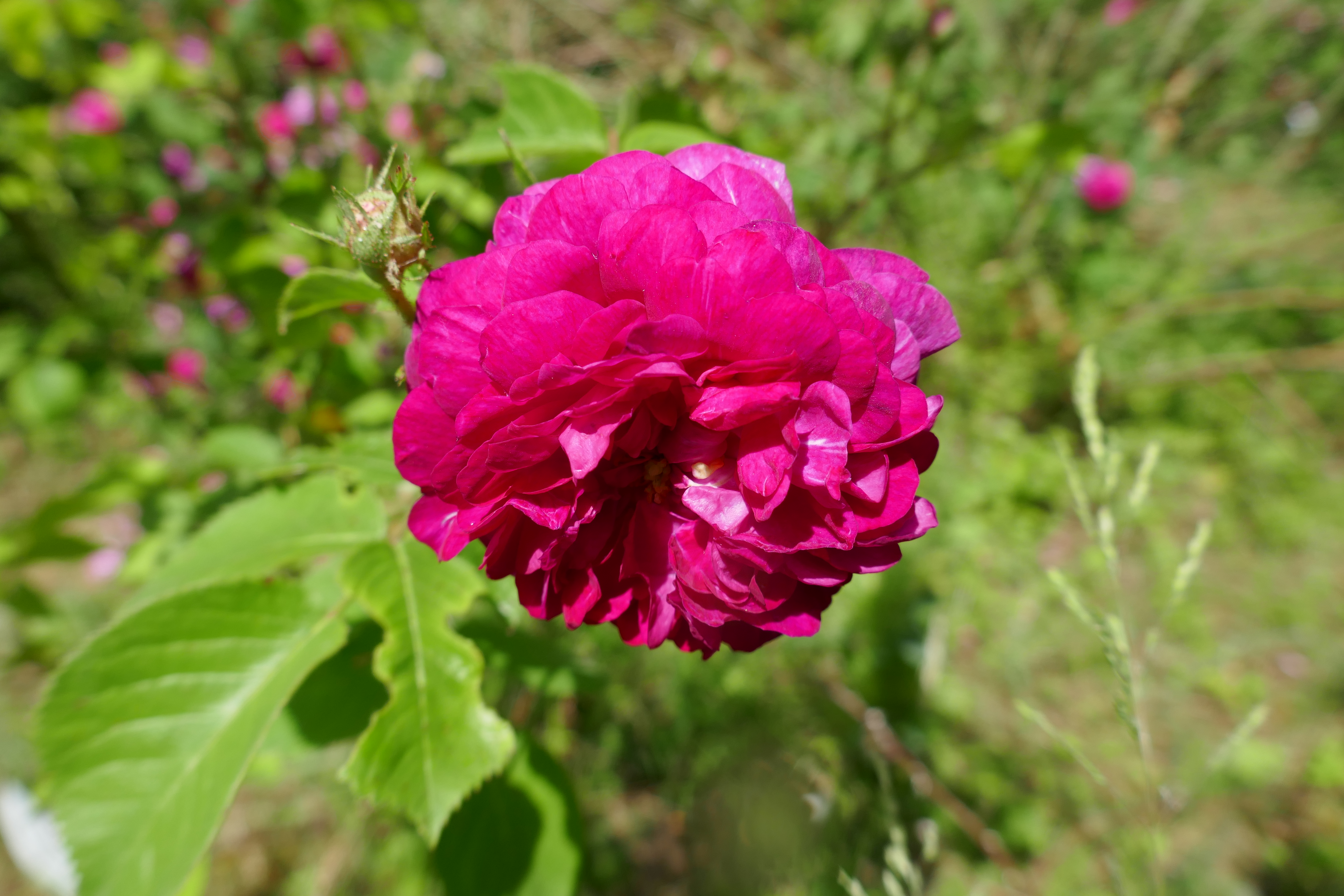
Himmelsauge, voor 1893
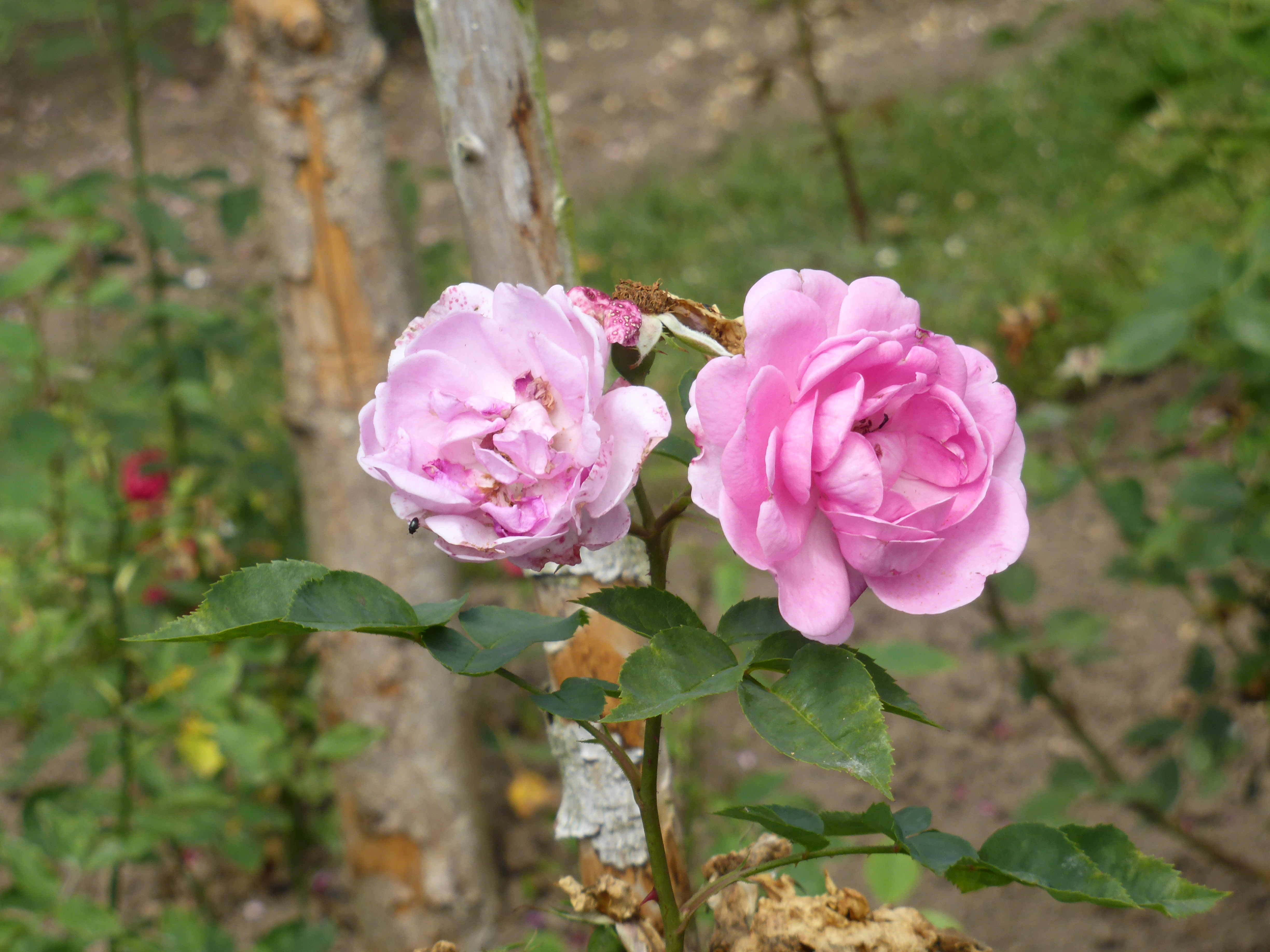
Nymphe Egeria, 1893
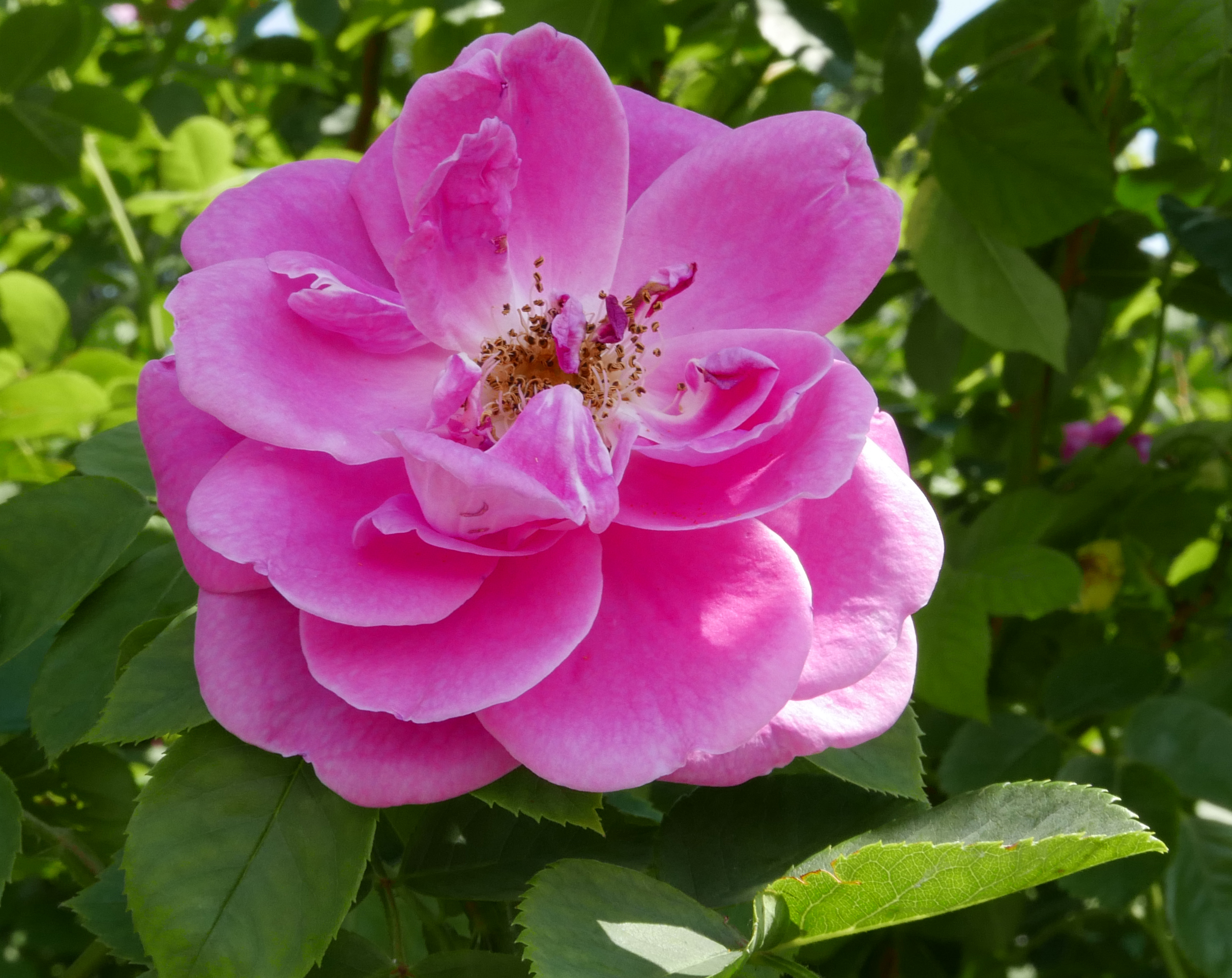
Griseldis, 1895
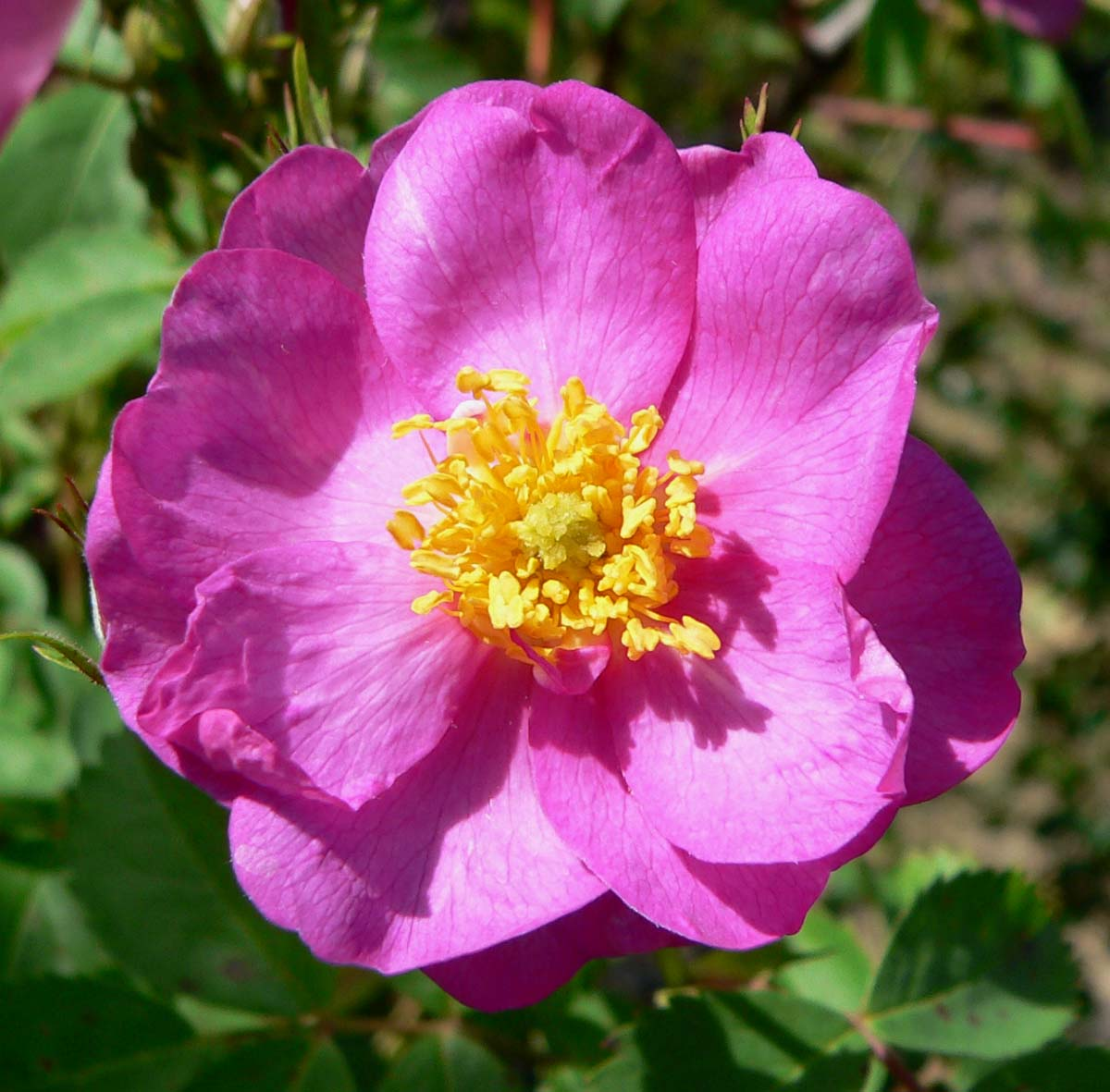
Theano, 1895
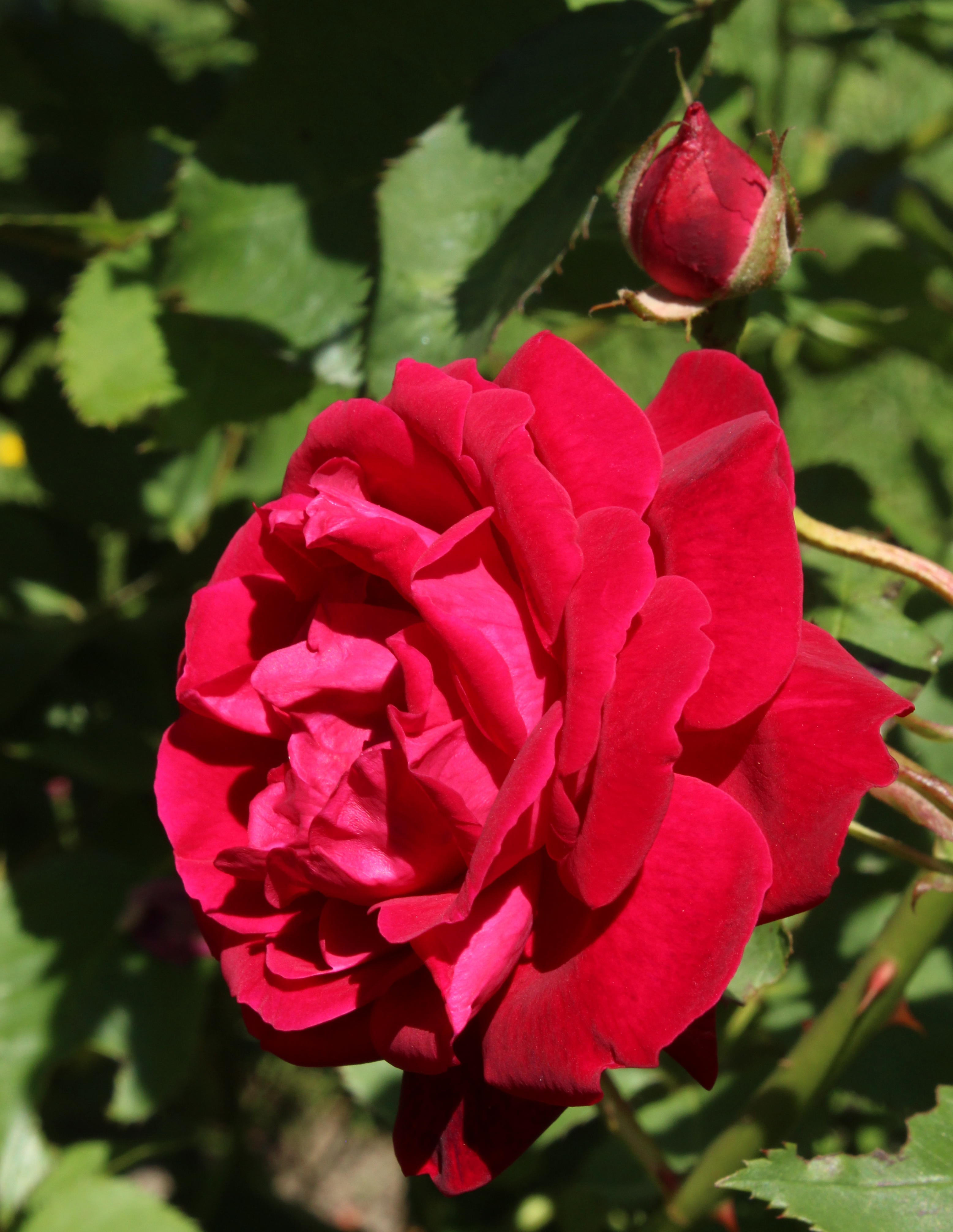
Gruß an Teplitz, voor 1897
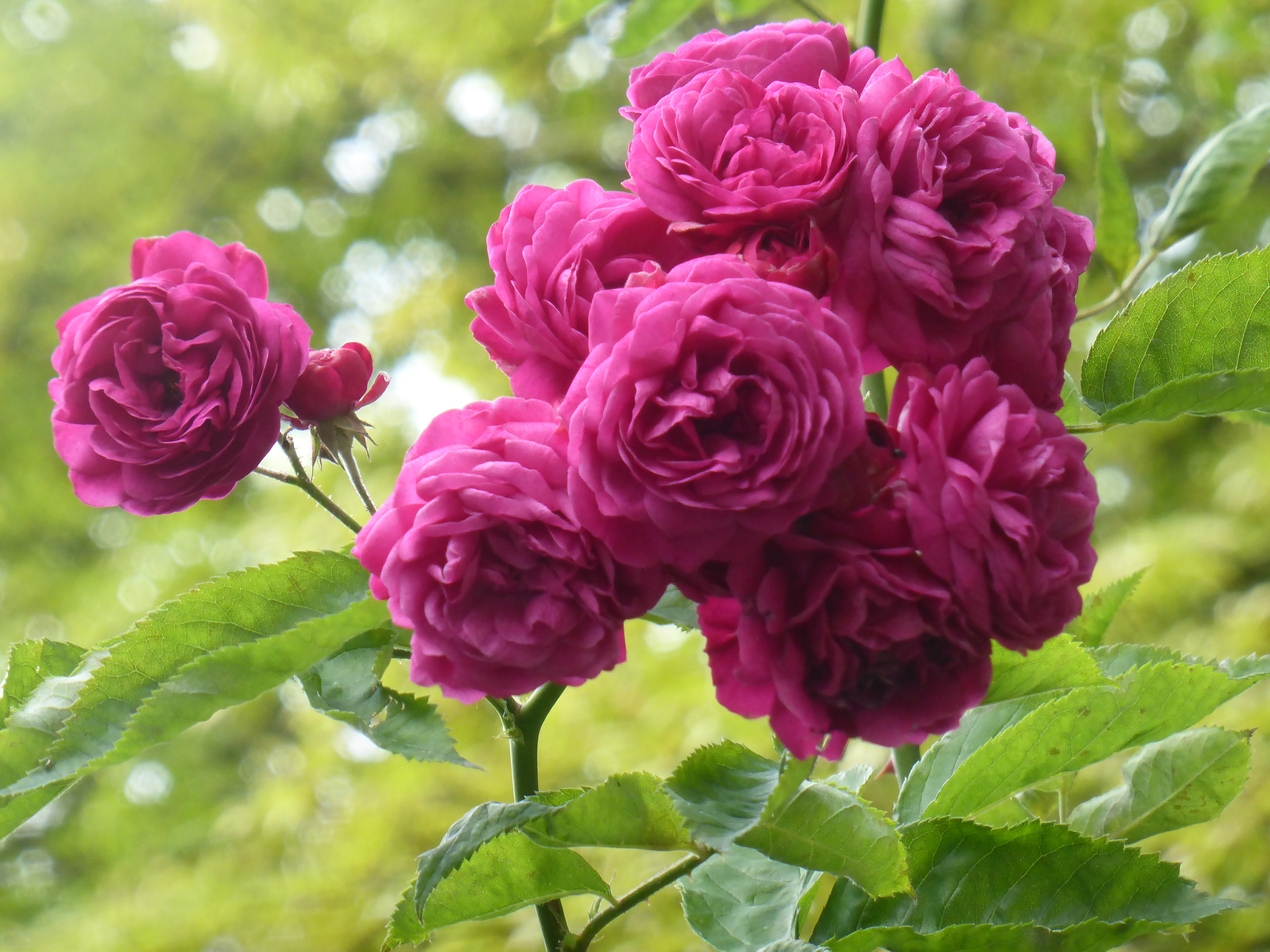
Geschwinds Schönste, circa 1900
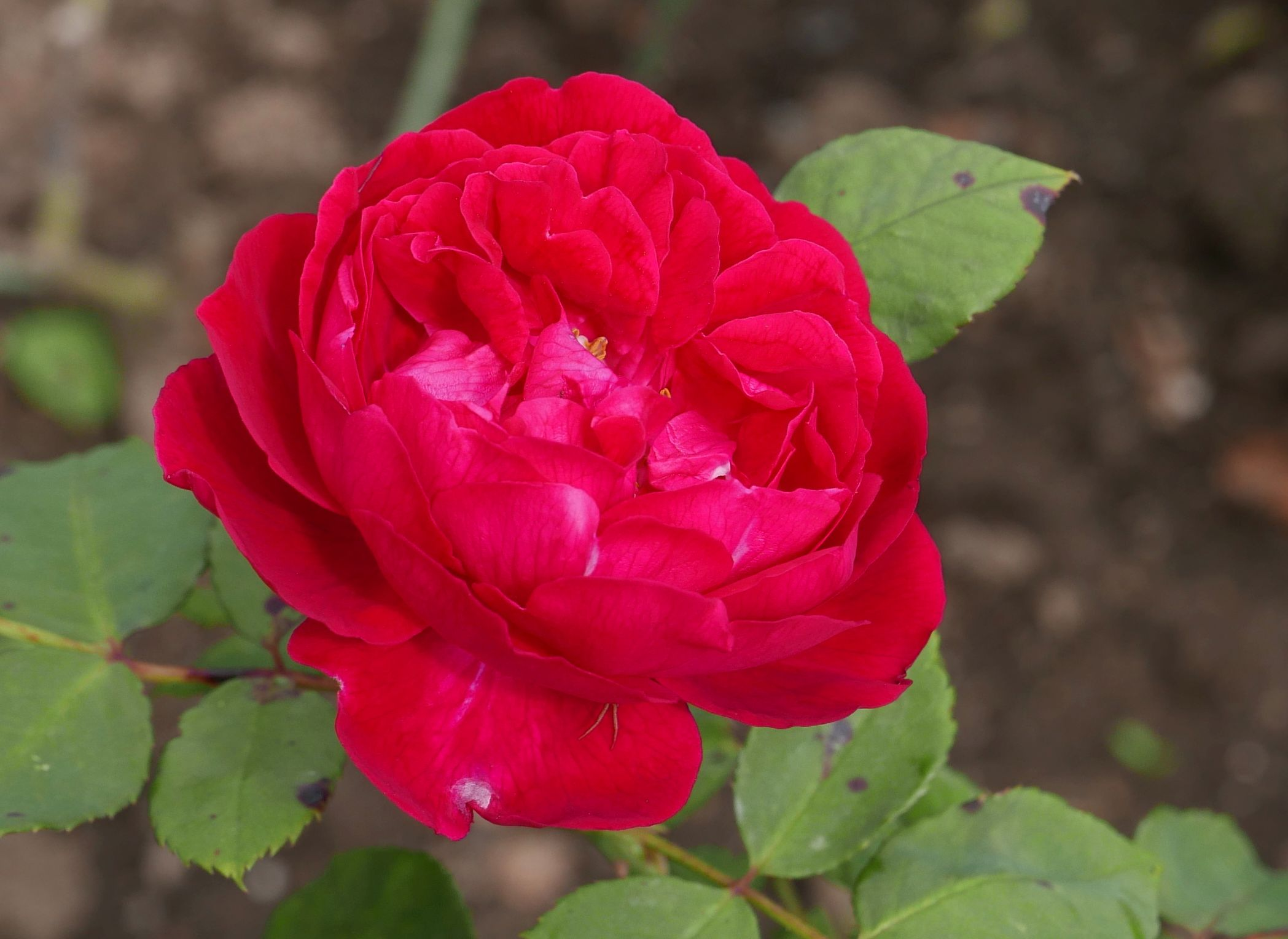
Wenzel Geschwind, 1902
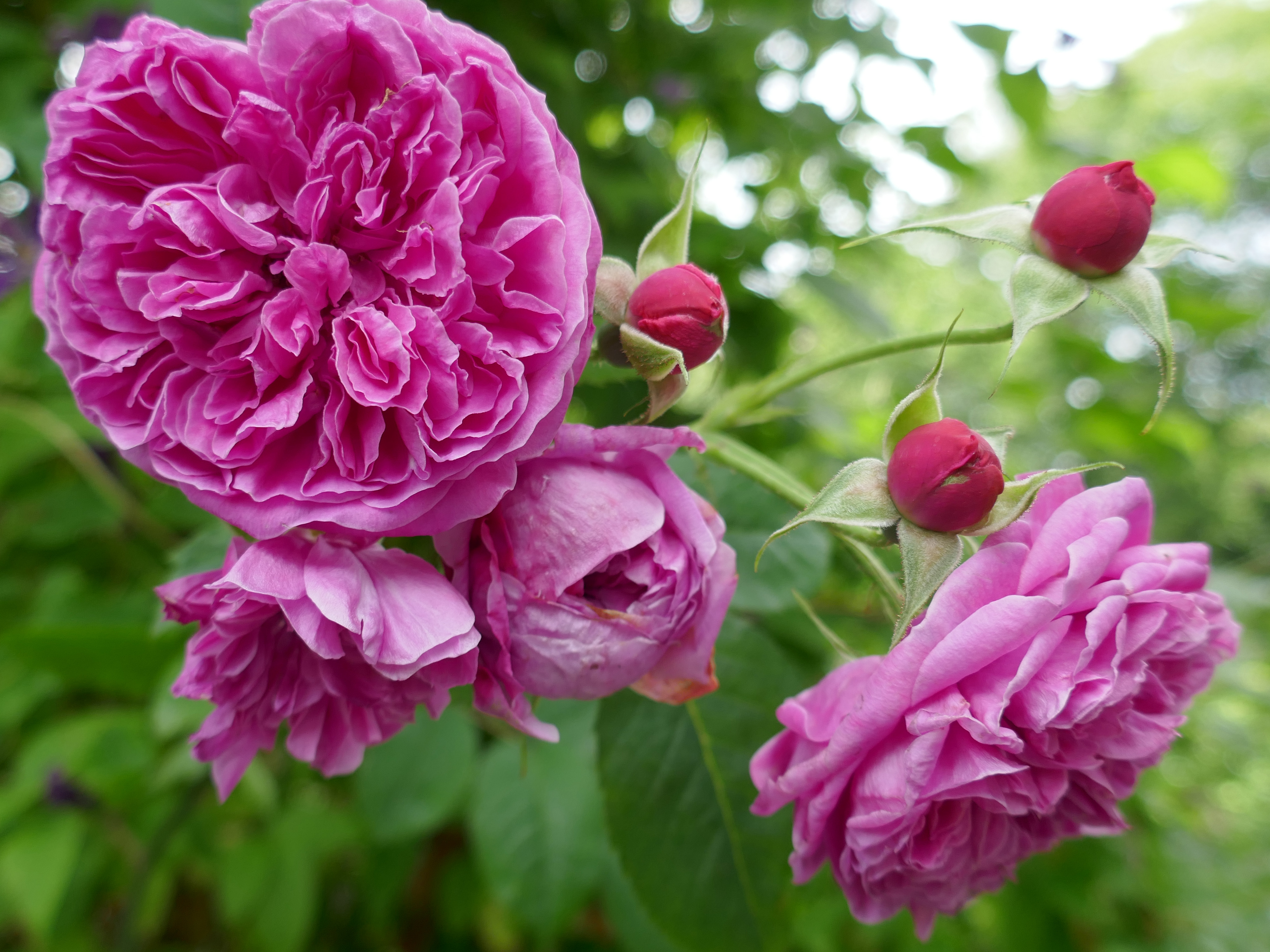
Asta von Parpart, 1909
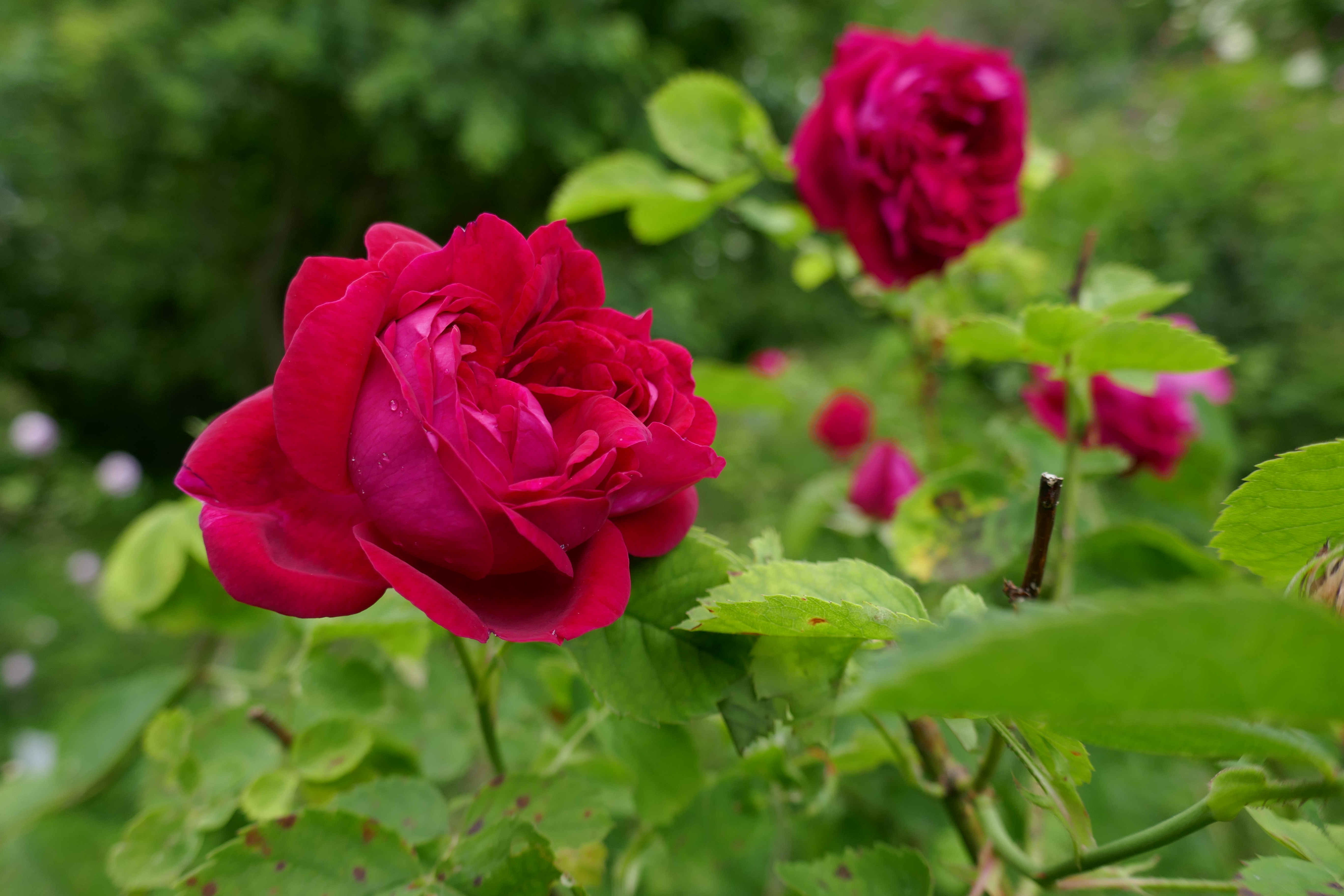
Parkzierde, 1909
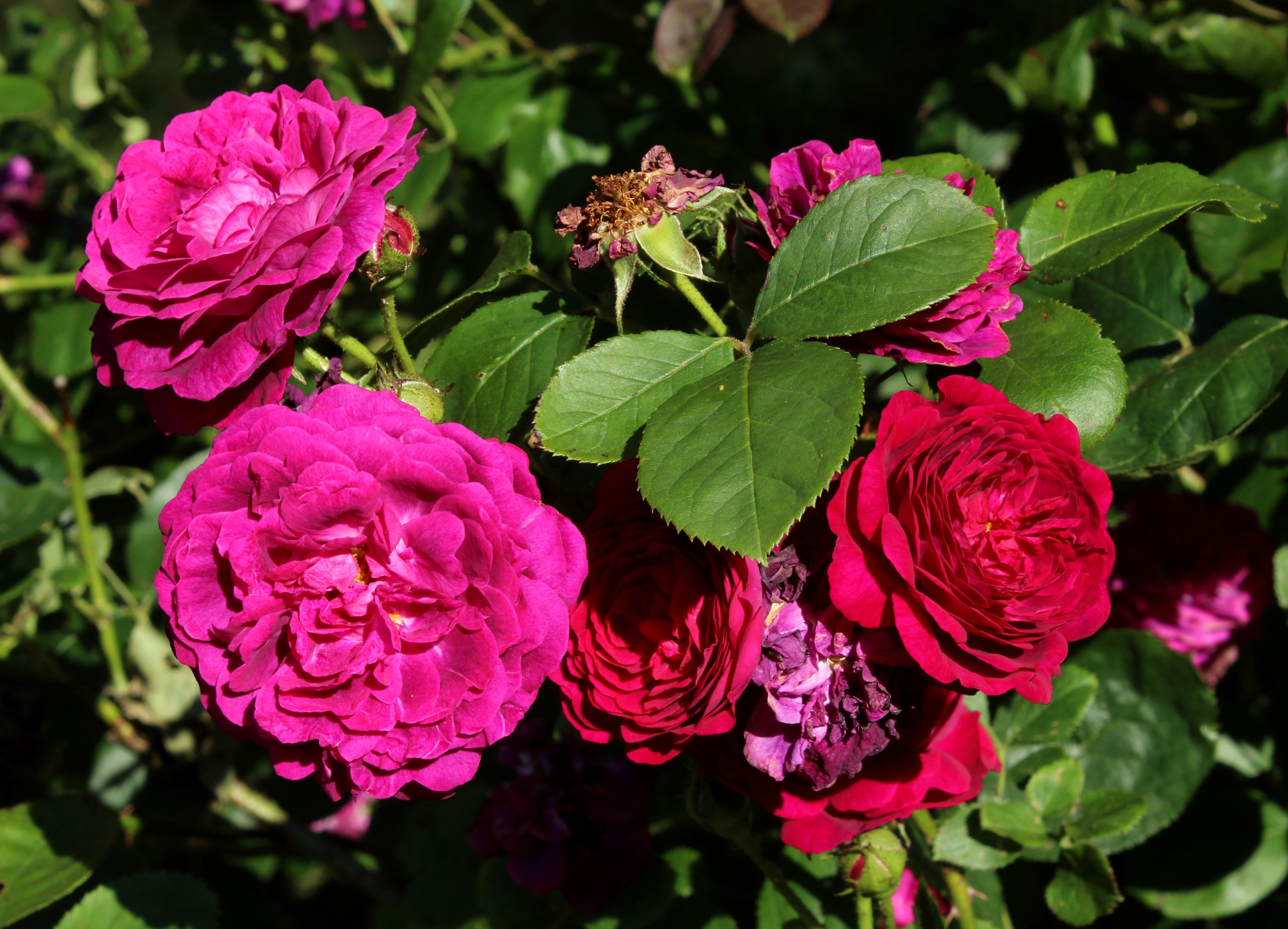
Zigeunerknabe, 1909
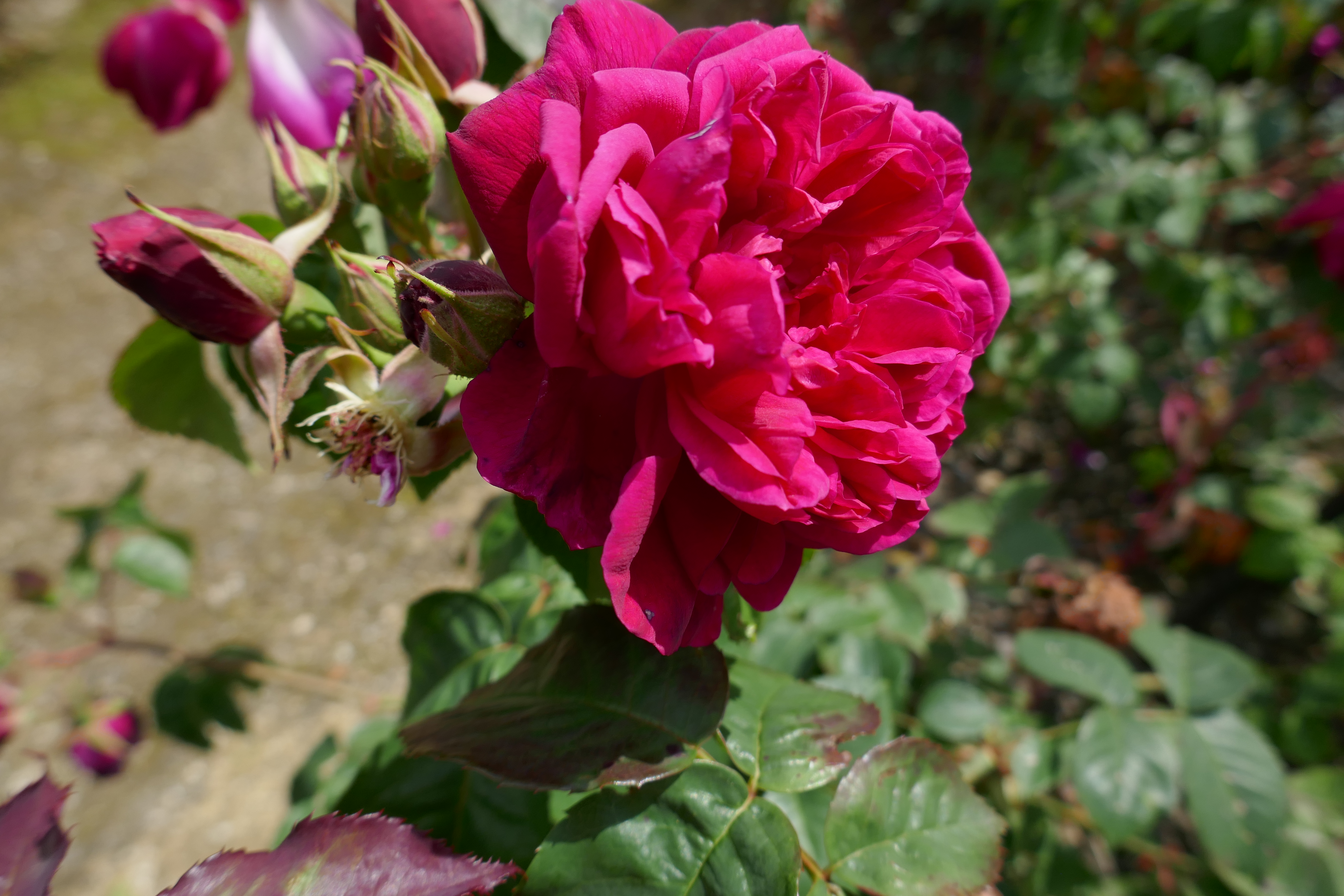
Eugène E. Marlitt, 1910

### Postuum uitgebracht

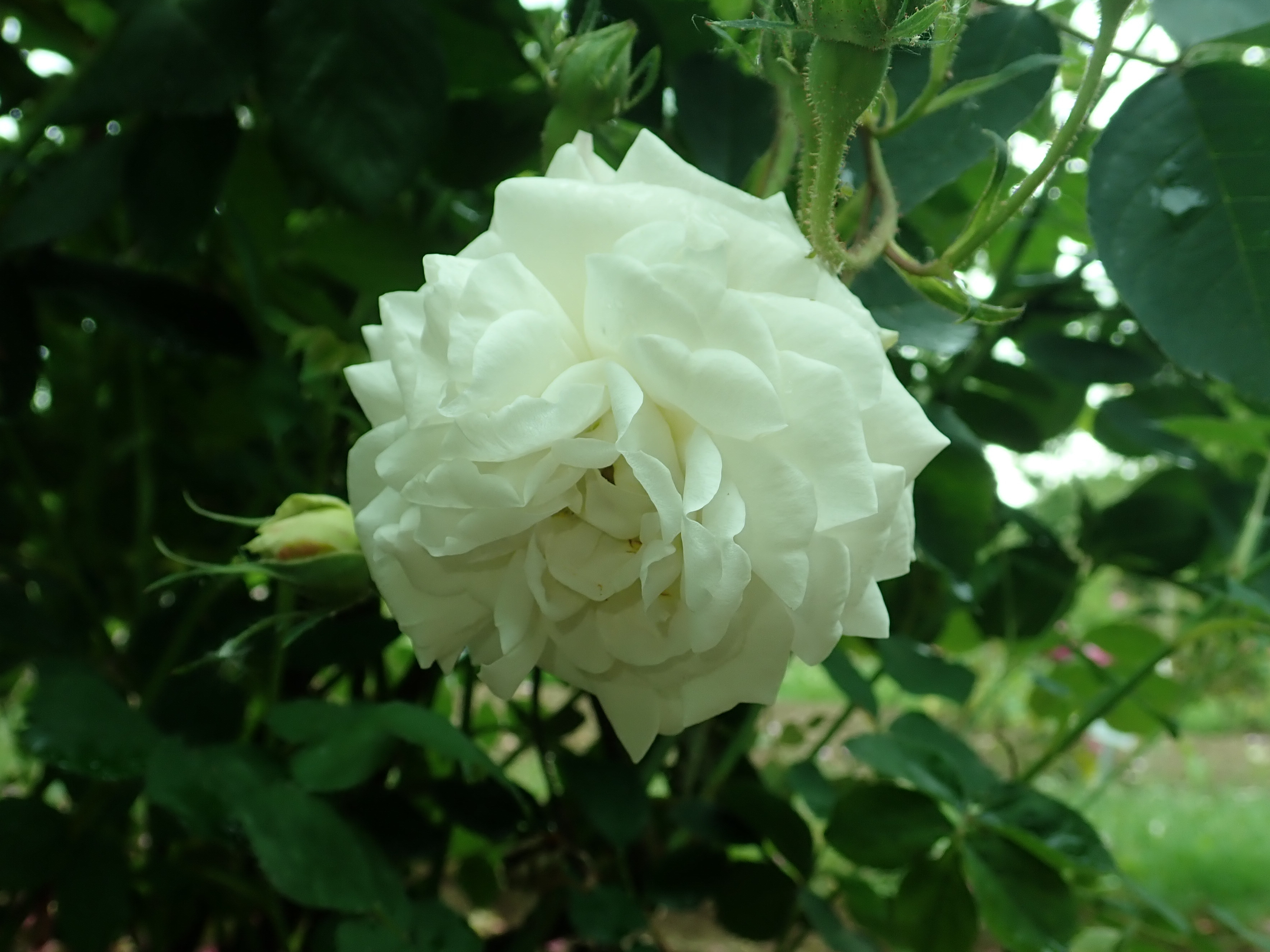
El Ariana, 1912
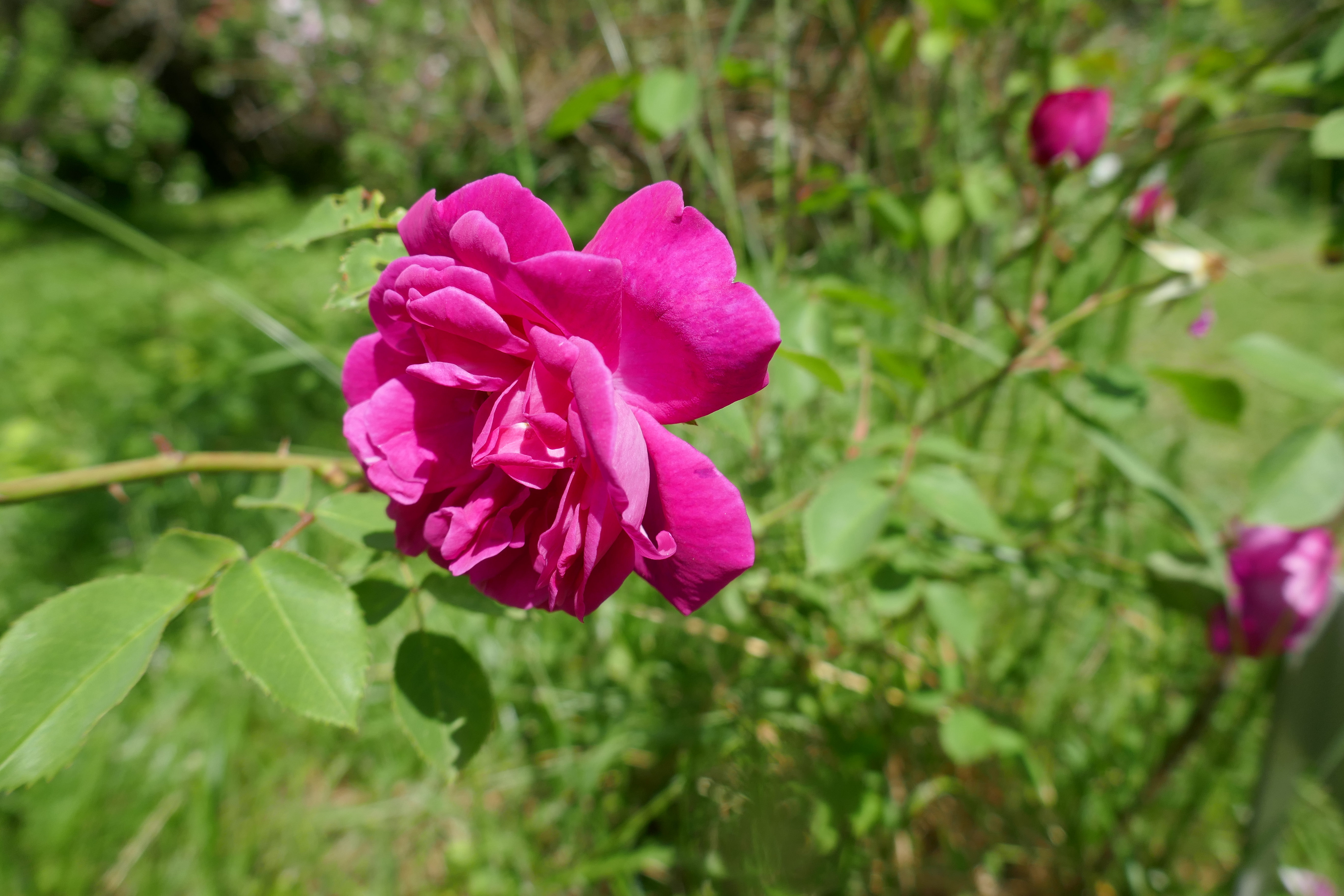
Prinz Hirzeprinzchen, 1912